# Russische Baureihe Е
Die Dampfloks der Russischen Baureihe Е [je] sind eine Serie von Güterzug-Dampfloks der SŽD mit der Achsfolge 1’E. Sie wurden in verschiedenen nordamerikanischen Werken, vervollständigt mit Zeichnungen von russischen Ingenieuren, für eine schnelle Ergänzung des Dampflokparkes gebaut. Sie gelten als Kriegshilfe aus der Zeit des Ersten Weltkrieges nach zwei Vorauslokomotiven der Reihe ДK [dɛ.ka] aus dem Jahr 1895. Sie waren die ersten mit fünf angetriebenen Achsen in einem festen Rahmen in Russland eingesetzten Dampflokomotiven. Drei weitere Unterbauarten der Serie wurde in der Zeit des Zweiten Weltkrieges (SŽD-Baureihe Е) ebenfalls von den amerikanischen Werken hergestellt. Im Betriebsdienst trugen sie die Spitznamen Decapod, Efim, Elena. Mitsamt den Nachlieferungen der Lokomotiven aus den Jahren 1943 bis 1947 wurden nicht weniger als 3193 Lokomotiven der Baureihe gefertigt.

## Erste russische Decapoden

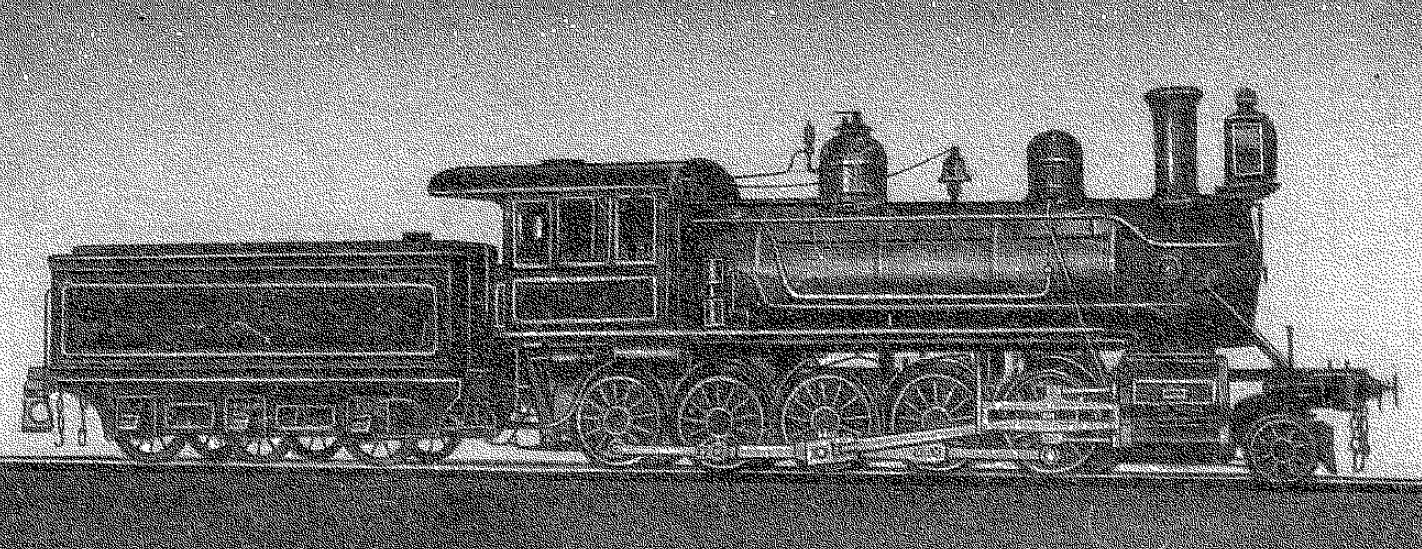
Foto der Lokomotiven aus dem Jahr 1895

Auslöser für die Bestellung der ersten Dampflokomotiven mit der Achsfolge 1’E war die Transkaukasische Eisenbahn. Dort mussten besonders in dem Abschnitt um Chaschuri Lasten von 200 t über den Suramipass des Großen Kaukasus geschleppt werden. In der Zeit arbeiteten dort Gelenklokomotiven der Bauart Fairlie der Baureihe Ф [ɛf]. Sie besaßen eine gute Beweglichkeit im Gleisbogen, hatten aber eine ungenügende Zugkraft, einen hohen Kohleverbrauch sowie einen großen Reparaturaufwand. Da zu der Zeit schon in vielen gebirgigen Abschnitten in Nordamerika Lokomotiven mit der Achsfolge 1´E fuhren, wurde entschieden, zwei Maschinen dieser Bauart auf diesem Abschnitt auszuprobieren. 1894 lieferte das Werk Baldwin in Philadelphia zwei Lokomotiven dieses Typs. Dies waren die ersten Lokomotiven mit fünf angetriebenen Achsen in einem festen Rahmen bei den Eisenbahnen in Russland.
1895 wurden die Lokomotiven bei der Transkaukasischen Eisenbahn geprüft. Bei der Eisenbahn erhielten sie die Bezeichnung ДK [je.dk] und die Nummern 249 und 250. Die Lokomotiven besaßen einen Barrenrahmen und als Antriebsmaschine ein Vierzylinder-Verbundtriebwerk nach dem System Baldwin. Bei der Erprobung zeigte es sich, dass die Dampflokomotiven gut in die Bogen von 150 m Radius einlaufen konnten, beim Befahren derselben gab es aber starke Stöße, und der Spurkranz- sowie Gleisverschleiß waren sehr hoch. In der Zugkraft konnten sie mit den Lokomotiven der Baureihe Ф nicht konkurrieren. Außerdem war der Brennstoffverbrauch größer als bei den Lokomotiven der Reihe Ц [t͡sɛ], die um die Zeit bei den Eisenbahnen eingesetzt waren. Nach den Prüfungen wurden die Lokomotiven vorrangig auf ebenen Abschnitten der Bahn eingesetzt. Sie wurden im Depot Tiflis eingesetzt. Später wurden sie auch in dem Depot Gəncə verwendet. 1912 erhielten sie die Bezeichnung EФ [je.ɛf] und bekamen die Nummern 9998 und 9999. Anfang 1940 zählten sie noch zu dem Fuhrpark der Gesellschaft.

## Dampfloks von 1915 bis 1918

### Vorgeschichte zum Erscheinen

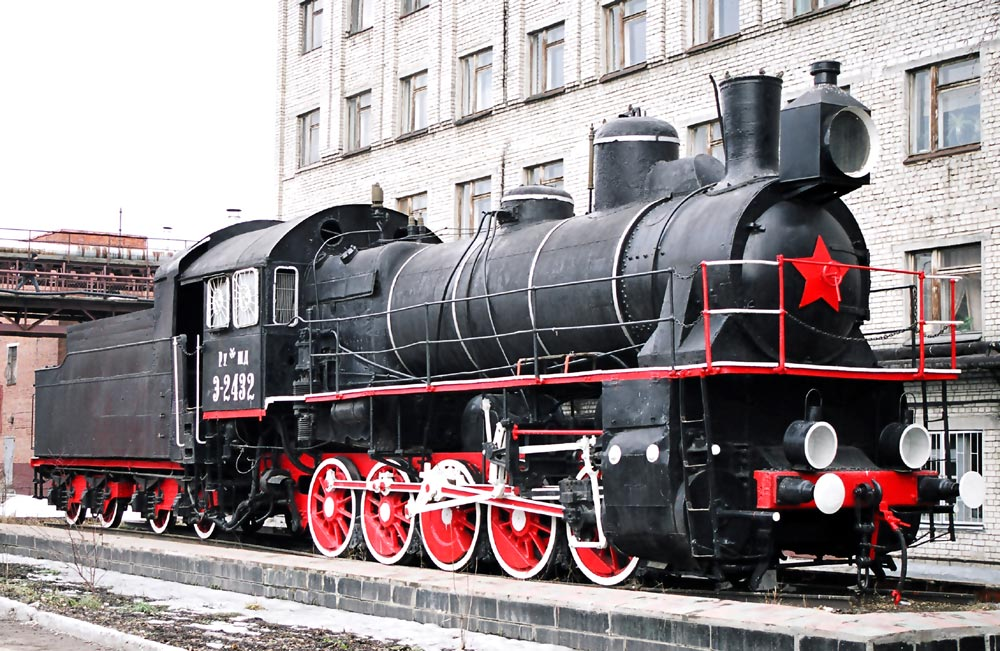
Foto der Lokomotive der Reihe Э

1914 trat das Russische Kaiserreich in den Ersten Weltkrieg ein. Das bedeutete eine wesentliche Erhöhung des Schienengüterverkehrs, wofür die dafür vorgesehenen Dampfloktypen mit den Achsfolgen D (Russische Baureihe О, Russische Baureihe Ч [t͡ʃe], Russische Baureihe Ы [jɪˈrɨ]) sowie denen der Achsfolge 1’D (Russische Baureihe Р [ɛr], Russische Baureihe Ц, Russische Baureihe Щ [ɕt͡ɕa]) nicht ausreichten. Das Reibungsgewicht dieser Lokomotiven war nicht größer als 64 t. Eine wesentliche Erhöhung des Zuggewichtes war nur mit einer Dampflok mit fünf angetriebenen Achsen wie der Baureihe Э zu erwarten. Diese war aber erst in einigen hundert Exemplaren ausgeliefert. Als Alternative bot sich zu der Zeit ein Angebot aus Nordamerika mit 400 Dampfloks der Achsfolge 1´E an.

### Projektierung
Obwohl die neuen Lokomotiven in Nordamerika gefertigt wurden, wurde sie jedoch zu der Zeit von russischen Ingenieuren entwickelt. Es wurde ausgewählt eine Dampflok mit fünf angetriebenen Achsen, einem Achsdruck von 16 t und einfacher Dampfdehnung, analog der Dampflok Reihe Э. Da es 1915 Probleme mit der Lieferung hochqualitativer Kohle gab, musste die Feuerung auf die Verwendung von Kohle mit niedrigerem Heizwert umgestellt werden. Das verlangte eine größere Rostfläche, als sie die Russische Baureihe Э hatte. Es wurde ein Wert von 6 m² gewählt. Dadurch steigerte sich das Gewicht des Dampflokkessels, besonders des hinteren Teiles von ihm. Da der Achsdruck 16 t nicht übersteigen durfte, wurde eine vordere Laufachse hinzugefügt. Dadurch steigerten sich die Ausmaße und daraufhin die Leistung des Kessels. Die Dampfmaschine wurde als Zweizylindermaschine ausgeführt.
Entgegen den Vorbildern der Güterzugdampfloks bei den amerikanischen Bahnen, die einen Kuppelraddurchmesser von 1500 mm bis 1600 mm hatten, wurde bei den Maschinen für die russischen Eisenbahnen ein Kuppelraddurchmesser von 1320 mm gewählt. Das war hauptsächlich der Ursache geschuldet, dass die Maschinen auch auf Drehscheiben mit einem Durchmesser kleiner als 20 m gedreht werden mussten. Dadurch erübrigte sich auch zu der Zeit eine Lokomotive mit einem noch größeren Kessel und einer nachfolgenden Laufachse hinter den Antriebsachsen.
Gedacht war eine Dampfmaschine für die neue Lok mit Abmessungen wie bei der Russischen Baureihe Э, also mit 630 mm Zylinderdurchmesser und 700 mm Kolbenhub. Aufgrund der Fertigungsbedingungen bei den amerikanischen Werken nach Zoll ergaben sich für den Zylinderdurchmesser 635 mm (25") und für den Kolbenhub 711,2 mm (28"). Auch wurde die Rahmenbauart geändert. Bei den amerikanischen Bahnen war zu der Zeit der Barrenrahmen vorherrschend, die russischen Bahnen bevorzugten zu der Zeit den Blechrahmen. Letztendlich wurde entschieden, die neue Dampflok mit einem Barrenrahmen einer Stärke von 114,3 mm (4,5") der seitlichen Bleche auszuliefern.
Neben den Aufträgen von den amerikanischen Werken entstanden in verschiedenen Werken in Russland zu der Zeit einige Projekte, die aber allesamt nicht realisiert wurden. So entstand in der Lokomotivfabrik Kolomna ein Projekt über eine Dampflok der Achsfolge 1’E mit Vierzylinderverbundtriebwerk wie für die Russische Baureihe Р. In der Lokomotivfabrik Brjansk wurde eine Lokomotive mit der Achsfolge E1’ projektiert, aus der später das Projekt einer Dampflok mit der Achsfolge F erschien. In den Putilow-Werken wurde eine Dampflok mit der Achsfolge E und einem Vierzylinder-Verbundtriebwerk projektiert, ähnlich der Russischen Baureihe У [⁠u⁠], die schon mit Überhitzer arbeiten sollte. Von dieser Dampflok begann schon die Fertigung. Doch auf Grund der Annahme weiterer Aufträge wurde der Bau einer Probemaschine bald darauf beendet.

### Dampfloks Serie EФ,k,c

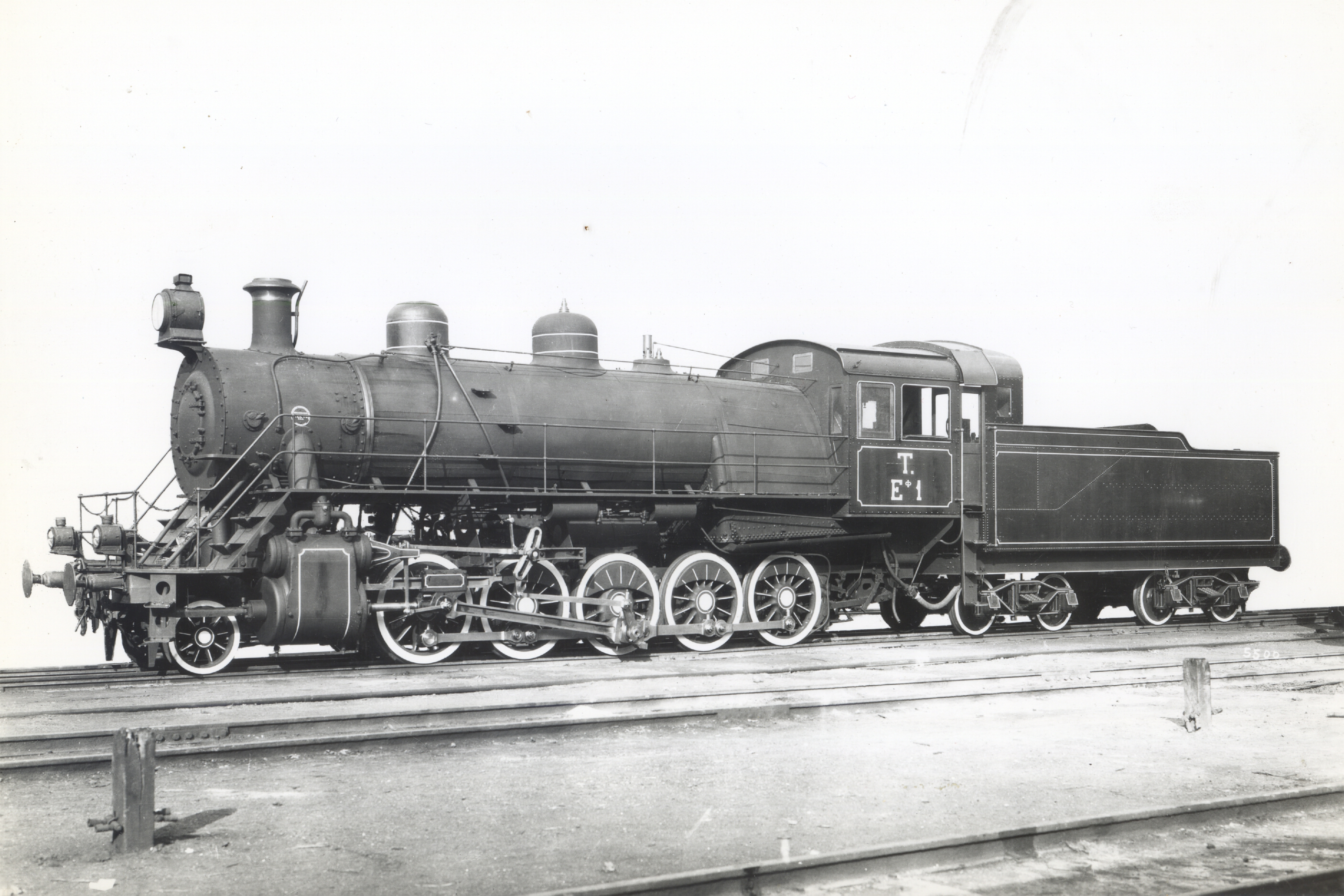
Foto der Lokomotive der Reihe E^{Ф}.1 aus dem Jahr 1915

Im Juni 1915 wurde an die amerikanischen Werke Baldwin, ALCO und CLC ein Auftrag von über 400 Dampflokomotiven vergeben, der sich wie folgt verteilte: 250 Lokomotiven sollten die Werke Baldwin, 100 die American Locomotive Company und 50 die Canadian Locomotive Company bearbeiten. Aus dem Herstellungsort ergab sich auch die Bezeichnung der Lokomotiven, die bei Baldwin hergestellten Lokomotiven erhielten nach dem Standort Philadelphia die Bezeichnung EФ, die bei ALCO hergestellten Lokomotiven erhielten nach dem Standort Schenectady die Bezeichnung Ec [je.ɛs] und die bei der Canadian Locomotive Company hergestellten Lokomotiven erhielten nach dem Standort Kingston die Bezeichnung Ek. Die Lokomotiven erhielten die Bezeichnung E obwohl sie mit den 1895 gelieferten Maschinen außer der Achsfolge und des Herstellers keine Gemeinsamkeiten besaßen.
Die Dampflokomotiven wurden ohne Bremse in den amerikanischen Werken hergestellt. Dieser Umstand hing damit zusammen, dass die Lokomotiven mit Bremsen nach dem System Westinghouse vorgesehen waren, die Ausrüstung erfolgte jedoch mit den Bremsen des Werkes in St. Petersburg. Daher wurden die auf dem Seeweg in Wladiwostok ankommenden Lokomotiven zuerst nach Harbin bei der Chinesischen Osteisenbahn versandt. Dort wurden sie mit den notwendigen Bremsausrüstungen ausgerüstet und an die Eisenbahn im europäischen Teil von Russland versendet.
1916 wurde an der EФ-3 eine kraft-wärmetechnische Untersuchung durchgeführt. Diese wurde unter Leitung von Juri Wladimirowitsch Lomonossow auf verschiedenen Strecken der Piwdenna Salisnyzja durchgeführt. Im Zuge der Erprobung zeigten die Lokomotiven genügend gute Zugkraft-Eigenschaften. So fuhr bei einer Steigung von 13,5 ‰ die Lokomotive einen Zug mit einer Masse von 1150 t und einer Geschwindigkeit von 15 km/h. Auf flachen Abschnitten zeigte die Lokomotive sich der Russischen Baureihe Ѳ [fita] ebenbürtig, nur in der Steigung war sie ihr auf Grund des geringeren Reibungsgewichtes unterlegen.

### Dampfloks Serie EЛ

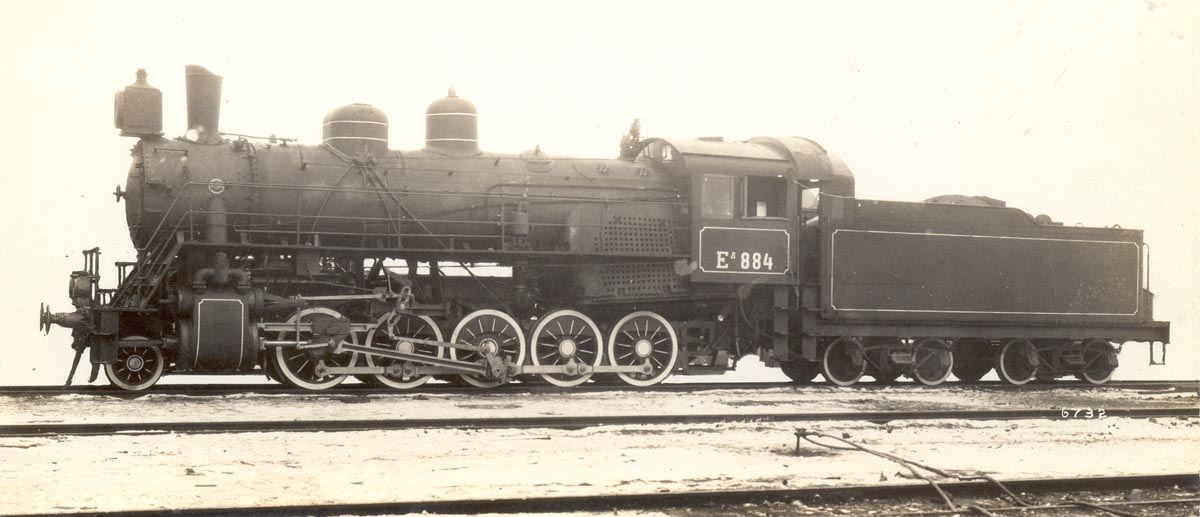
Foto der Lokomotive der Reihe E^{Л}.1 aus dem Jahr 1917

1916 ergab sich die Frage nach einer neuen großen Bestellung von Dampflokomotiven. Die Prüfung der EФ-3 zeigte die Korrektheit der Wahl der Parameter der Dampfmaschine, für die Wahl der Parameter für die neu zu bestellende Dampfmaschine wurden daher dieselben Parameter ausgewählt. Durchmesser der Treibräder 1320 mm, Zylinder-Durchmesser 635 mm, Kolbenhub 711 mm und dieselben Parameter des Kessels. Da es in der Zwischenzeit eine Menge von Erfahrungen von Unzulänglichkeiten der bisher ausgelieferten Lokomotiven der Reihe gab, ergab sich eine Menge von Konstruktionsänderungen für die neu zu erbauende Maschine. Die Bezeichnung der neu zu erbauenden Lokomotiven sollten ursprünglich Baureihe E mit dem Index N für neu mit dem untergestellten Index des Fertigungsortes erhalten, nach dem Vorschlag von Juri Wladimirowitsch Lomonossow, der sich zur Zeit des Baues der Dampflok gerade in Amerika befand, erhielten die Lokomotiven die Bezeichnung EЛ [je.ɛɫ], wodurch der größte Anteil von Alfons Iljitsch Lipez (kyrillisch Альфонс Ильич Липец) an der Entstehung der Lokomotive bezeichnet wurde.
Es ergaben sich bei der neu entstandenen Lokomotive einige Missverständnisse zwischen den konstruktiven Forderungen und den tatsächlich ausgeführten Lokomotiven. Da nach Erhalt von konstruktiven Änderungen einige Zulieferer schon die betreffenden Teile geliefert hatten, ergaben sich mitunter Lokomotiven mit unterschiedlichen Parametern. Unter diesen Umständen konnten einige notwendige Änderungen in die Konstruktion von 1916 nicht hineingetragen werden. Es sollte z. B. der zylindrische Teil des Kessels bei den ersten 80 gelieferten Lokomotiven (Nummer 501 – 580) weniger betragen als bei den folgenden Maschinen. Gleichfalls wurde bei den ersten 40 Maschinen der Abstand zwischen den ersten Radsätzen des Tenders nach amerikanischem Standard (2036 mm) ausgeführt, bei den folgenden Maschinen wurde er nach russischem Standard (2100 mm) durchgeführt.
Die Dampflokomotiven der neuen Bestellung erhielten anstatt der Feuerbüchse aus Kupfer eine aus Stahl, bei der gelenkige Stehbolzen verwendet wurden. Ursprünglich war für die neuen Dampflokomotiven ein Belpaire-Stehkessel vorgesehen, doch der Ingenieur Alfons Iljitsch Lipez gab die Empfehlung für eine radial angeordnete Feuerbüchse, die mit geringerem Gewicht begründet wurde. Im Vergleich zu den vorher gelieferten Lokomotiven stiegen bei der neuen Lokomotive das Reibungsgewicht, das Gesamtgewicht, die Heizfläche des Dampfüberhitzers und die vollständige Verdampfungsfläche.
Anfang 1917 wollte das Ministerium für Verkehr und Nachrichtenwesen noch eine Serie von 200 Dampflokomotiven der Reihe EЛ bestellen, die amerikanischen Werke waren aber zu der Zeit noch mit Aufträgen aus England und Frankreich ausgelastet, wodurch nur ein Auftrag 75 Dampflokomotiven durch das Werk Baldwin möglich war. Diese Situation änderte sich erst zum 6. April 1917, als die USA in den Krieg gegen Deutschland eintraten. Daher war eine Produktion von Dampflokomotiven für Russland als Kriegshilfe möglich, was eine Produktion von 500 Dampfloks der Serie EЛ möglich machte. Von diesen sollten jeweils 250 Fahrzeuge von den Werken ALCO und Baldwin zum 1. Juli 1918 geliefert werden. Diese Dampfloks wurden nach Zeichnungen von dem Jahr 1916 gebaut, bei denen eine Reihe von Änderungen ausgeführt wurden. Diese richteten sich auf Verbesserungen der Konstruktion (z. B. leichtere Treibstangen, besserer Massenausgleich und vieles mehr).
Doch im Oktober 1917 fand in Russland die Oktoberrevolution statt, wodurch von den 500 bestellten Fahrzeugen nur 100 an Russland ausgeliefert wurden. 200 Lokomotiven dieses Auftrages wurden auf eine Spurweite von 1435 mm umgearbeitet und auf Eisenbahnen in den USA verteilt, die restlichen 200 Maschinen wurden nicht vollendet.
Die Tabelle zeigt die in der Zeit des Ersten Weltkrieges von den amerikanischen Werken nach Russland ausgelieferten Lokomotiven. Die Quelle beruft sich auf eine Statistik von Alfons Iljitsch Lipez
| Herstellungswerk            | Anzahl hergestellte Fahrzeuge | Serie | Nummer    | Auftragsabgabe | Termin der Abgabe der letzten Dampflok | Termin der Absendung der letzten Dampflok nach Russland |
| --------------------------- | ----------------------------- | ----- | --------- | -------------- | -------------------------------------- | ------------------------------------------------------- |
| Baldwin                     | 250                           | EФ    | 1–250     | 23.04.1915     | 21.10.1915                             | 15.11.1916                                              |
| ALCO                        | 100                           | Ec    | 251–350   | 22.06.1915     | 20.10.1915                             | 27.01.1916                                              |
| Canadian Locomotive Company | 50                            | Ek    | 351–400   | 19.06.1915     | 12.05.1915                             | 16.06.1916                                              |
| ALCO                        | 6                             | Ec    | 401–406   | 25.03.1916     | 05.08.1916                             | 29.08.1916                                              |
| ALCO                        | 40                            | EЛ    | 501–540   | 21.11.1915     | 26.07.1917                             | 26.09.1917                                              |
| Baldwin                     | 40                            | EЛ    | 541–580   | 21.11.1916     | 26.06.1917                             | 26.09.1917                                              |
| Baldwin                     | 110                           | EЛ    | 581–690   | 18.12.1916     | 25.10.1917                             | 17.10.1917                                              |
| ALCO                        | 110                           | EЛ    | 691–800   | 18.12.1916     | 10.09.1917                             | 17.10.1917                                              |
| Baldwin                     | 75                            | EЛ    | 801–875   | 17.04.1917     | 27.12.1917                             | 31.12.1919                                              |
| Baldwin                     | 50                            | EЛ    | 876–925   | 05.07.1917     | 04.01.1918                             | 18.12.1919                                              |
| ALCO                        | 50                            | EЛ    | 1126–1175 | 09.07.1917     | 29.12.1917                             | 20. 05.1919                                             |

Von den ersten 250 hier angeführten Lokomotiven sollen acht Maschinen beim Transport nach Wladiwostok mit den Schiffen untergegangen sein. Zu den Daten in dieser Tabelle gibt es von anderen Quellen andere Angaben. So gibt W. A. Rakow zusätzlich zu den hier aufgeführten 881 noch 78 Dampfloks der Reihe an.

## Konstruktion
Hauptmaße der Dampflokomotiven aus der Lieferung der Zeit um den Ersten Weltkrieg
| Eф,k,c | EЛ |
| ------ | -- |
|        |    |

Die Lokomotive steht für eine Konstruktion der Bauart Decapod, ausgerüstet mit einer Zweizylindermaschine und Barrenrahmen.

## Betrieb

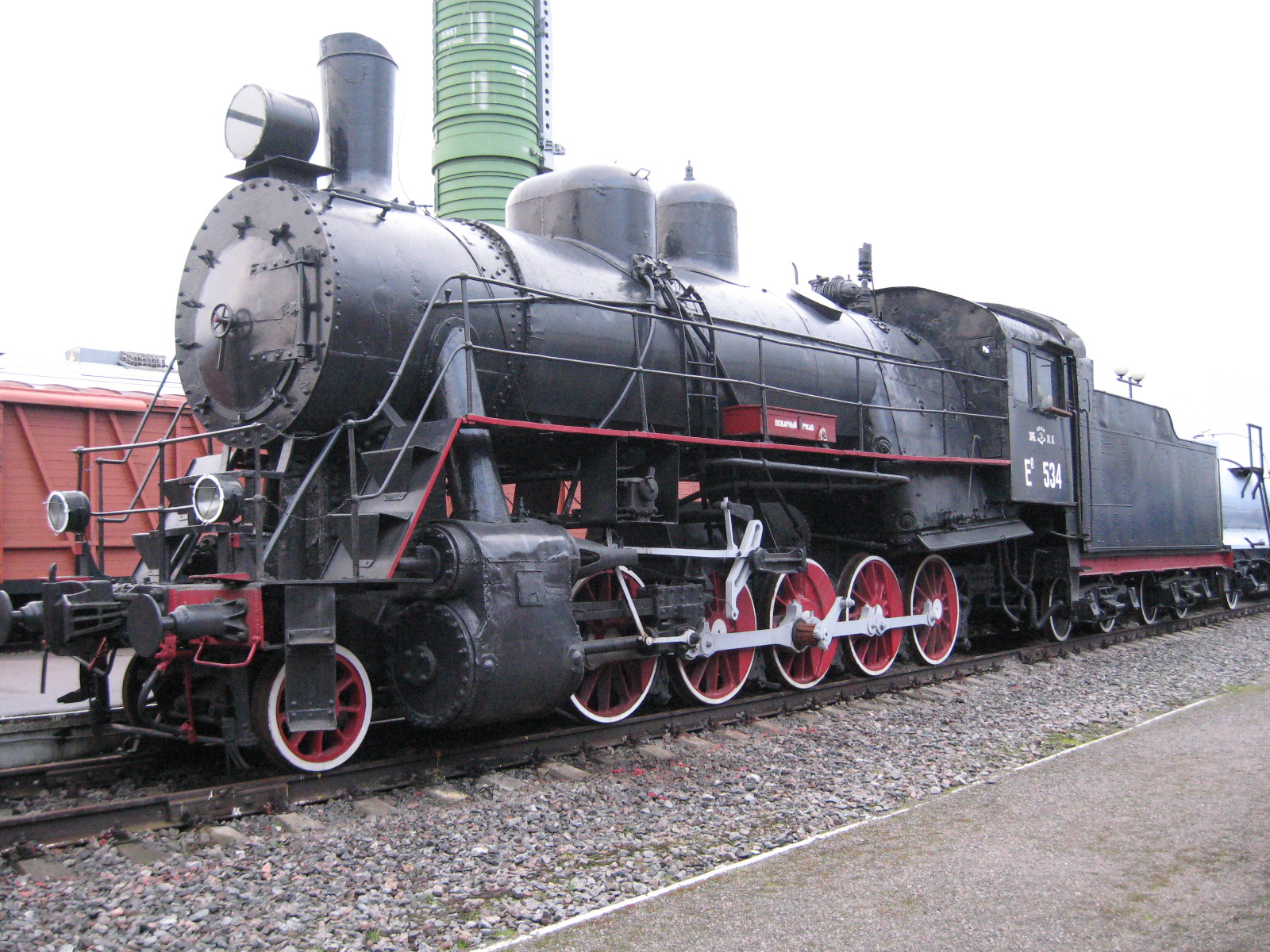
Foto der Lokomotive der Reihen E^{l}.534

Nach der Fertigung wurden die Lokomotiven nach Russland verschifft und fuhren von New York über die Magellanstraße und dem Stillen Ozean oder rings des Kap der Guten Hoffnung und dem Indischen Ozean nach Wladiwostok. Das erklärt auch, dass einige Lokomotiven den Bestimmungsort nicht erreichten. Anfangs wurden die Dampflokomotiven in den europäischen Teil Russlands zum Einsatz gesandt. Ursprünglich waren die Lokomotiven für den Betrieb auf der Katharinenbahn und der Piwdenna Salisnyzja vorgesehen. Später wurden sie auch bei den Eisenbahnen um Perm und Slatoust eingesetzt.
Im Betrieb gab es anfangs Schwierigkeiten durch die unterschiedlichen Sorten Kohlen für die Feuerbüchse. Auch war der Gesamtzustand der Lokomotiven insgesamt nicht gut. Das wurde anfangs auf nichtgenügende Qualität in der Fertigung zurückgeführt, war aber wohl mehr ein Transportproblem. Die Seereise der Lokomotiven dauerte im Schnitt 60 bis 80 Tage, während denen die Lokomotiven ständig unter Einwirkung von feuchter Meeresluft standen. Auch hatten die Depots in Russland zu der Zeit keine Möglichkeit für die Reparatur der Barrenrahmen. Das führte insgesamt anfangs zu einer großen Zahl von Pannen bei den Dampfloks, besonders Teile der Feuerbüchse zerrissen, zum Teil nach nur einem Jahr Betrieb. Das führte zu einer großen Skepsis zu der neuen Lokomotive, in manchen Depots stand jede dritte Maschine still oder wurde im Betrieb gegenüber Maschinen der Reihe Э, Щ oder О ausgetauscht.
Nach einiger Zeit kamen viele Depots mit der neuen Lokomotive zurecht, besonders weil sie die zur damaligen Zeit stärksten Lokomotiven des Russischen Kaiserreiches waren. In den 1920er Jahren wurden viele Lokomotiven der Serie verlagert von dem europäischen Teil Russlands nach Sibirien bzw. den Fernen Osten. Am 1. Januar 1923 wurden auf den Eisenbahnen in Russland 604 betriebsfähige Dampfloks aller Unterbauarten gezählt. Davon arbeiteten 277 in Sibirien, 266 bei der Permer Eisenbahn und 61 bei der Katharinenbahn. Den Status der kräftigsten Lokomotive in Russland hielten die Lokomotiven bis zum Jahr 1931, als die Lokomotiven der SŽD-Baureihe Т und besonders die ФД [ɛfdɛ] erschien. Mit der Fertigung der SŽD-Baureihe Л wurden die Lokomotiven in nebensächliche Dienste oder dem Rangierdienst überführt. Daran änderte auch nicht mehr eine Vergrößerung des Kesselmantels, was außer einer Vergrößerung des Gewichtes der Lokomotive zu einer Vergrößerung des Kesseldruckes auf 14 bar führte. In den 1970er und 1980er Jahren begann ihre intensive Ausmusterung.

## Modernisierungen
Wie bei nahezu jeder Dampflokomotive gab es auch bei der stärksten Dampflok in Russland Versuche zur Erhöhung der Zugkraft und der Verbesserung der Wirtschaftlichkeit.

### Zusätzlicher Tenderantrieb
Durch den direkten Vergleich mit der Russischen Baureihe Ѳ zeigte sich, dass die Lokomotiven der Reihe E in der Zugkraft und der Reibungsmasse nicht mit dieser Reihe gleichkamen. Dadurch wurde 1927 eine Lokomotive mit einem Booster ausgerüstet, der bei dieser Lokomotive auf dem hinteren Teil des Tenders wirkte und deren hinteren beiden Räder antrieb. Der Antrieb kam von einer kleinen, zweizylindrischem Dampfmaschine, ihre Zylinder besaßen einen Durchmesser von 305 mm bei einem Kolbenhub von 250 mm und hatten einen Dampfdruck von 0,5 bar. Die Kraft wurde von der Dampfmaschine über eine Treibstange und eine spezielle Zwischenwelle auf ein Zwischengetriebe übergeben, was eine Achse des Tenders zusätzlich antrieb. Eine zusätzliche Welle übertrug die Kraft auch auf die andere Achse des Tenderdrehgestelles. Die gesamte Konstruktion war in einem Gehäuse untergebracht, welches auf einen Seite am Drehgestellrahmen des Tenders, auf der anderen Seite ähnlich wie eine Tatzlager-Aufhängung an einer Achse des Tenderdrehgestelles aufgehängt war.
Insgesamt wurden zwei Lokomotiven mit dieser Hilfsausrüstung ausgerüstet. 1928 wurde eine Maschinen zur Erprobung auf den Abschnitt um Harbin, die andere auf der Priwolschskaja schelesnaja doroga zur Erprobung gegeben. Die Erprobung zeigte, dass sich beim Anfahren und Fahren auf Steigungen das Zuggewicht von 1666 t auf 1900 t steigern konnte. Außerdem ergab sich durch den Booster eine Verringerung des Kohleverbrauches um 10 %. Dadurch konnte für bestimmte Einsätze eine zusätzliche Maschine eingespart werden. Dennoch kam eine Verbreitung des Booster nicht zustande, was seine Ursache in der relativ komplizierten Konstruktion und des hohen Wertes hatte.

### Versuche mit Dampfüberhitzung

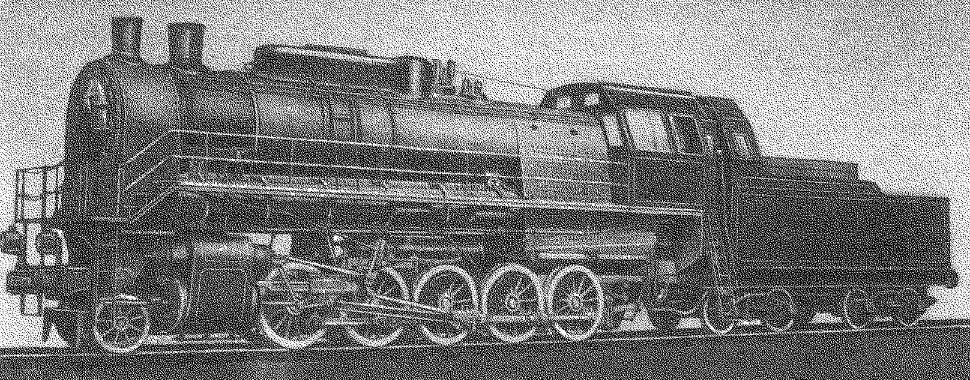
Foto der Lokomotive der Reihen E^{ф}.127

Wie bei Dampflokomotiven überall auf der Welt gab es Versuche, die Leistungsfähigkeit durch die zusätzliche Überhitzung des Dampfes zu steigern. In Russland sind Überhitzer bei einer Dampflok der Reihe О ab 1916 bekannt. Ab 1929 wurde ein Überhitzer nach einem anderen System erarbeitet, welcher bis 1933 bei dem Dampflokausbesserungswerk in Dnepropetrowsk in der Dampflok Eф.127 zum Einsatz kam.
Der Überhitzer arbeitete in zwei Kammern, die untergebracht waren an den Seiten des zylindrischen Teiles des Dampfkessels. Dadurch änderte sich der Gasstrom in dem Kessel; aus den Rauchrohren verteilten sich die Gase in zwei Ströme, die in je ihre Seite der Dampfüberhitzung gelangten. Dadurch erhöhte sich die Verdampfungsfläche von 240,2 m² auf 300 m² durch vergrößerte Anzahl der Rauchrohre (322). Die gesamte Fläche der Überhitzung änderte sich von 61,3 m² auf 118,5 m². Die Achse des Kessels wurde um 673 mm auf 3600 mm angehoben und die Feuerbüchse 550 mm tiefer gelegt. Durch die Vergrößerung der Leistungsfähigkeit des Kessels bekam die Lokomotive neue Zylinder mit 710 mm Durchmesser. Die Reibungsmasse stieg bei ihr von 75,1 t auf 90,1 t, die Gesamtmasse von 85 t auf 101,7 t.
Die Lok lief zunächst mit Ölfeuerung und danach mit Kohlefeuerung. Sie hat bei ihrer Erprobung 6000 km zurückgelegt, bis sie im Winter 1935 auf den Versuchsring des Allrussisches Forschungsinstitut für Schienenverkehr gelangte. Die Lokomotive konnte sich im rauen Alltagsbetrieb nicht durchsetzen, weil es Unzulänglichkeiten in der Konstruktion des Überhitzers gab. So gab es komplizierte Dampfleitungen, mehrfach gekrümmte Leitungen und im Alltagsbetrieb kam es zu Verlusten von Bolzen. Nachdem auch noch Risse in einem Zylinder auftraten, wurde die Lokomotive aus dem Betrieb genommen und 1952 ausgemustert.
Neben dieser Maschine wurden noch einige Lokomotiven der Reihe Eл mit einem Dampftrockner ausgerüstet, wie sie schon bei mehreren Lokomotiven der Reihe СО angewandt wurde. Die Einrichtung besaß das bedeutende Gewicht von 2 t. Und obwohl die Lokomotiven eine Vergrößerung des Wirkungsgrades erreichen konnten, wurden keine weiteren Fahrzeuge umgebaut. 1956 wurde auf dem Parteitag der KPdSU der Übergang der Beförderungsleistungen auf Diesellokomotiven und Elektrolokomotiven beschlossen, wodurch sämtliche Versuche an Dampflokomotiven eingestellt wurden.

## Erhaltene Exemplare

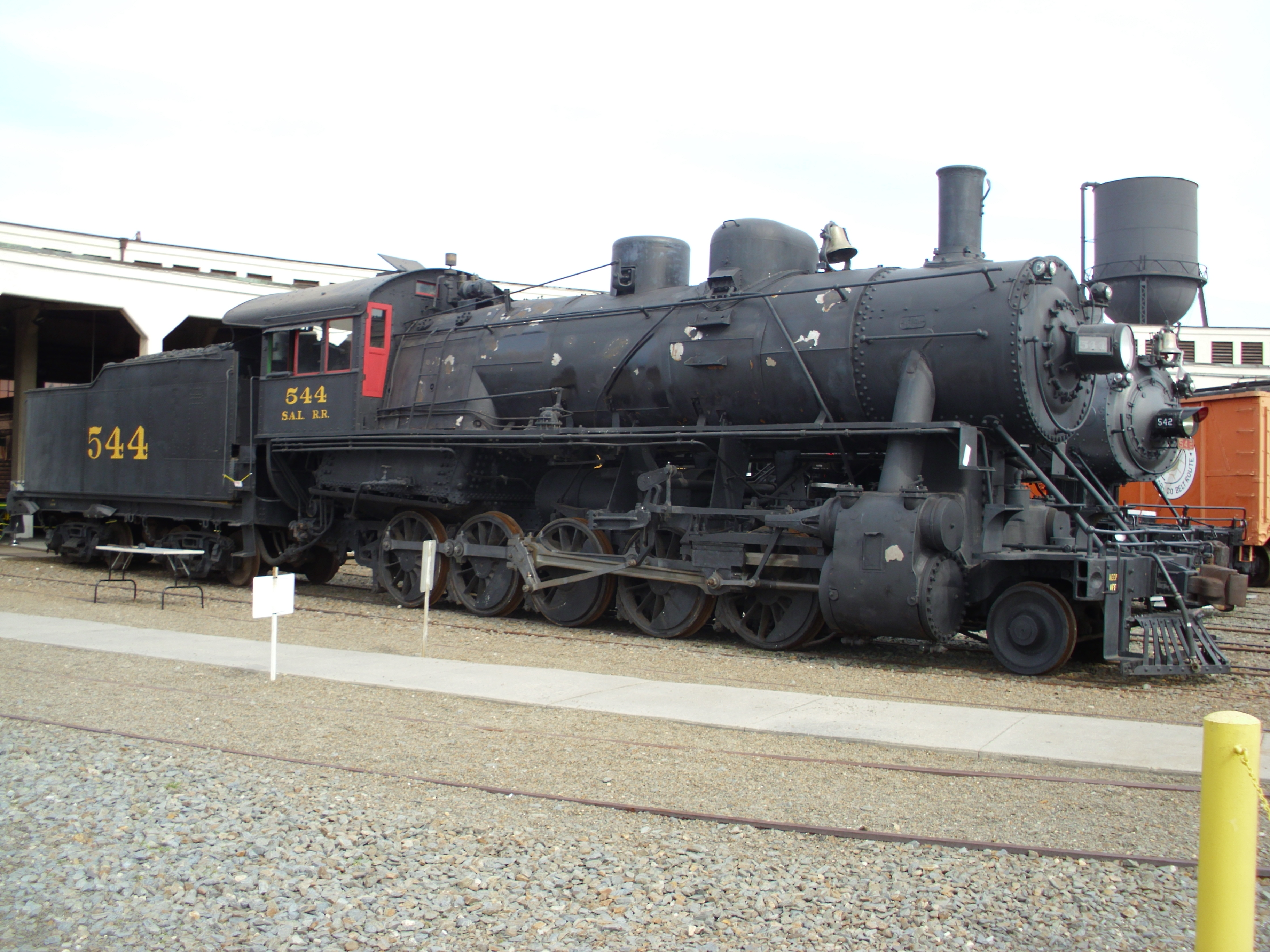
Foto der erhaltenen Lokomotive 544 aus dem Eisenbahnmuseum in North Carolina

Auch wenn die meisten erhalten Lokomotiven aus der Zeit des Zweiten Weltkriegs (SŽD-Baureihe Е) stammen, so sind auch einige Lokomotiven aus der Zeit des Ersten Weltkrieges erhalten geblieben, wenn auch nur als nicht betriebsfähige Exponate.
Die ersten erhaltenen Lokomotiven verdanken ihren jetzigen Museumsstatus politischen Motiven, wie die Eл.629, die in Ussurijsk als Denkmallok 1972 aufgefunden wurde und auch heute noch dort auf dem Denkmalsockel steht. Ebenfalls als Denkmal erhalten ist die Ec.350 in Tscheljabinsk. In Museen stehen die Eл.266 im Eisenbahnmuseum Ulaanbaatar, die Ec.311 und Eл.534 befinden sich in der Sammlung des Russischen Eisenbahnmuseums, die Eл.345 steht im Eisenbahnmuseum Brest, und die SAL Nr. 544, die in dem Eisenbahnmuseum in North Carolina untergestellt ist, ist einer Eл zuzuordnen. Eine vollständige Auflistung der erhaltenen Lokomotiven der Reihe E befindet sich auf der Russischen Wikipedia, wobei dort die Russische Baureihe Е und die SŽD-Baureihe Е zusammen behandelt sind.